# Tupay-Schlössl

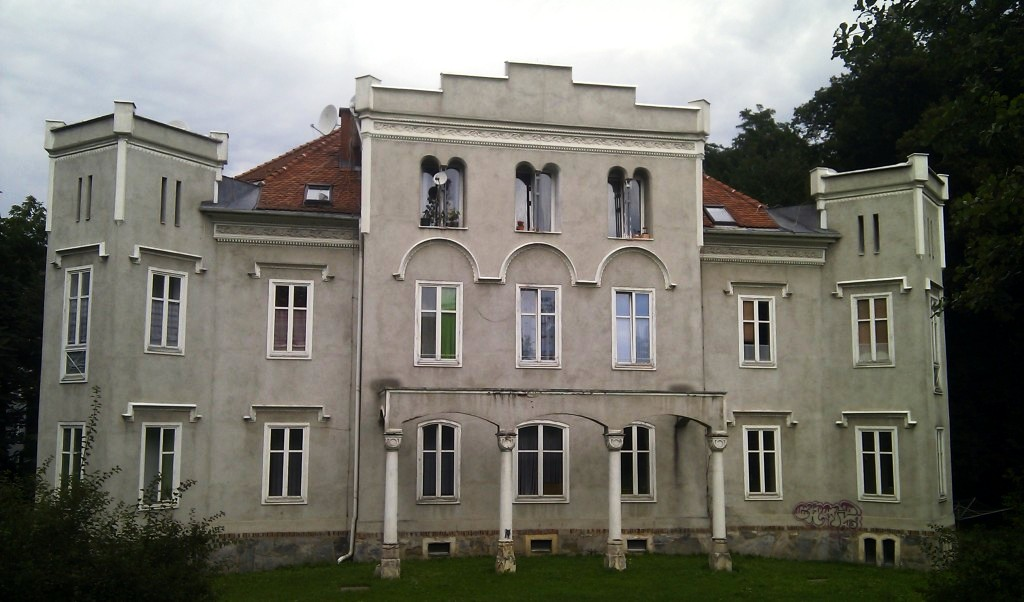
Tupay-Schlössl

Das Tupay-Schlössl, auch Sterger-Villa, Villa Keil oder Schloss Schönau ist ein bürgerlicher Villenbau im 6. Grazer Stadtbezirk Jakomini.

## Geschichte
In der Mitte des 19. Jahrhunderts war die Grazer Schönau ein dünn besiedeltes Auenland, das als städtische „Kühtratte“, also als Kuhweideland, diente. In der Nachbarschaft lag das ehemalige Harmsdorf mit dem gleichnamigen Schloss im Zentrum. Der zweite markante Bau war die k.u.k. Fuhrwesenskaserne (heutige Kirchner-Kaserne), die zwischenzeitlich in eine Kattunfabrik umgebaut wurde. Eigentümer war Franz Anton Weigl (1781–1822). Da die Schönau ein beliebtes Ausflugsziel der Grazer war, befanden sich auch zahlreiche Gärten, Tanzsäle und Wirtshäuser auf dem Areal.
Das Tupay-Schlössl entstand auf dem Grundstück des „Möstl-Hofes“ und östlich der Kaserne auf unbebautem Boden. Der bekannte Grazer Hof- und Gerichtsadvokat Dr. Franz Sterger (1807–1888) ließ den Villenbau 1850–1852 im Stil des romantischen Historismus errichten. Ausführender Architekt war Moritz Wappler (1821–1906).
Neben Schloss Liebenau und einigen anderen Villenbauten zählt die damals nach ihrem Besitzer benannte Sterger-Villa zur Stilepoche des romantischen Historismus, ehe in Graz der Späthistorismus zu dominieren begann. Die Sterger-Villa entwickelte sich zum Treffpunkt der Grazer Rechtsanwälte. Nach dem Guldenkrach 1873 und dem Nachlassen der Tätigkeiten seiner Kanzlei löste Sterger den Haushalt auf und zog in sein Stadthaus in die Admontergasse. Neuer Eigentümer des Anwesens wurde der Großindustrielle Eduard von Keil, der das kleine Schlösschen nur kurze Zeit bewohnte (1880–1883).
Der heutige Name „Tupay-Schlössl“ rührt von der Heirat der Tochter Keils, Martha, mit dem k.k. Rittmeister Rudolf Tupaj her. Das Gebäude blieb bis 1974 im Besitz von deren drei Töchtern und ihren Nachkommen, bis es an eine Wohnungsgesellschaft überging.

## Gestaltung
Das Schlösschen entspricht dem Typus einer herrschaftlichen Villa mit einem symmetrischen Grundriss samt zentralem Stiegenhaus und einer kubischen Form des Baukörpers. Der rechteckige Bau besitzt einen vorspringenden Mittelrisalit und eine Fassadengliederung mit zwei schräg angesetzten Ecktürmen. Das Erdgeschoß war den Bediensteten zugesprochen, der erste Stock diente der Familie Sterger, Franz und Theresia mit ihren vier Töchtern, als Wohnraum.